# DEEP JEWELS 37
skyticket Presents DEEP JEWELS 37（スカイチケット・プレゼンツ・ディープ・ジュエルズ・サーティーセブン）は、日本の総合格闘技団体「DEEP」の大会の一つ。
2022年5月8日に東京都文京区後楽園ホールで開催された。

## 概要
メインイベントで、DEEP JEWWLSフライ級GP決勝戦が行われ、トーナメントを勝ち上がってきた中井りんと杉山しずかが対戦した。この試合は中井が1R一本勝ちを収め、グランプリ優勝を果たすとともに、初代DEEP JEWWLSフライ級王者となった。第6試合では、DEEP JEWELSアトム級タイトルマッチが行われ、王者の大島沙緒里が挑戦者の須田萌里に1R一本で勝利し、王座初防衛を果たした。第5試合では、DEEP JEWWLSフェザー級王者決定戦が行われ、東よう子がKINGレイナに判定で勝利し初代DEEP JEWWLSフェザー級王者となった。

## 対戦カード
オープニングファイト　DEEP JEWWLSフライ級 3分2R アマチュアSPルール
○  奥富夕夏 vs.  MANA ×
2R終了 判定3-0
第1試合  DEEP JEWWLSフライ級GP準決勝① 5分2R
○  中井りん vs.  Te-a ×
2R 4:43 腕ひしぎ十字固め
第2試合　DEEP JEWWLSフライ級GP準決勝② 5分2R
○  杉山しずか vs.  栗山葵 ×
不戦勝
第3試合　DEEP JEWWLSミクロ級 5分2R
○  山崎桃子 vs.  ちびさいKYOKA ×
2R終了 判定3-0
第4試合　DEEP JEWWLSストロー級 5分2R
○  長野美香 vs.  ケイト・ロータス ×
2R 0:57 フロントチョーク
第5試合　DEEP JEWWLSフェザー級王者決定戦 5分3R
○  東よう子 vs.  KINGレイナ ×
3R終了 判定5-0
第6試合　DEEP JEWELSアトム級タイトルマッチ 5分3R
○  大島沙緒里 vs.  須田萌里 ×
1R 2:58 アームロック
メインイベント　DEEP JEWELSフライ級GP決勝戦 5分2R
○  中井りん vs.  杉山しずか ×
1R 4:53 腕ひしぎ十字固め